# 마일스톤 (이탈리아의 기업)
마일스톤(Milestone)은 이탈리아의 비디오 게임 개발사다. 1994년 안토니오 파리나가 설립한 이 회사는 레이싱 게임, 특히 모터사이클 레이싱 게임을 전문으로 한다.